# Styrax japonicus
Styrax japonicus es un especie de planta perteneciente a la familia Styracaceae. Es originaria del este de Asia.

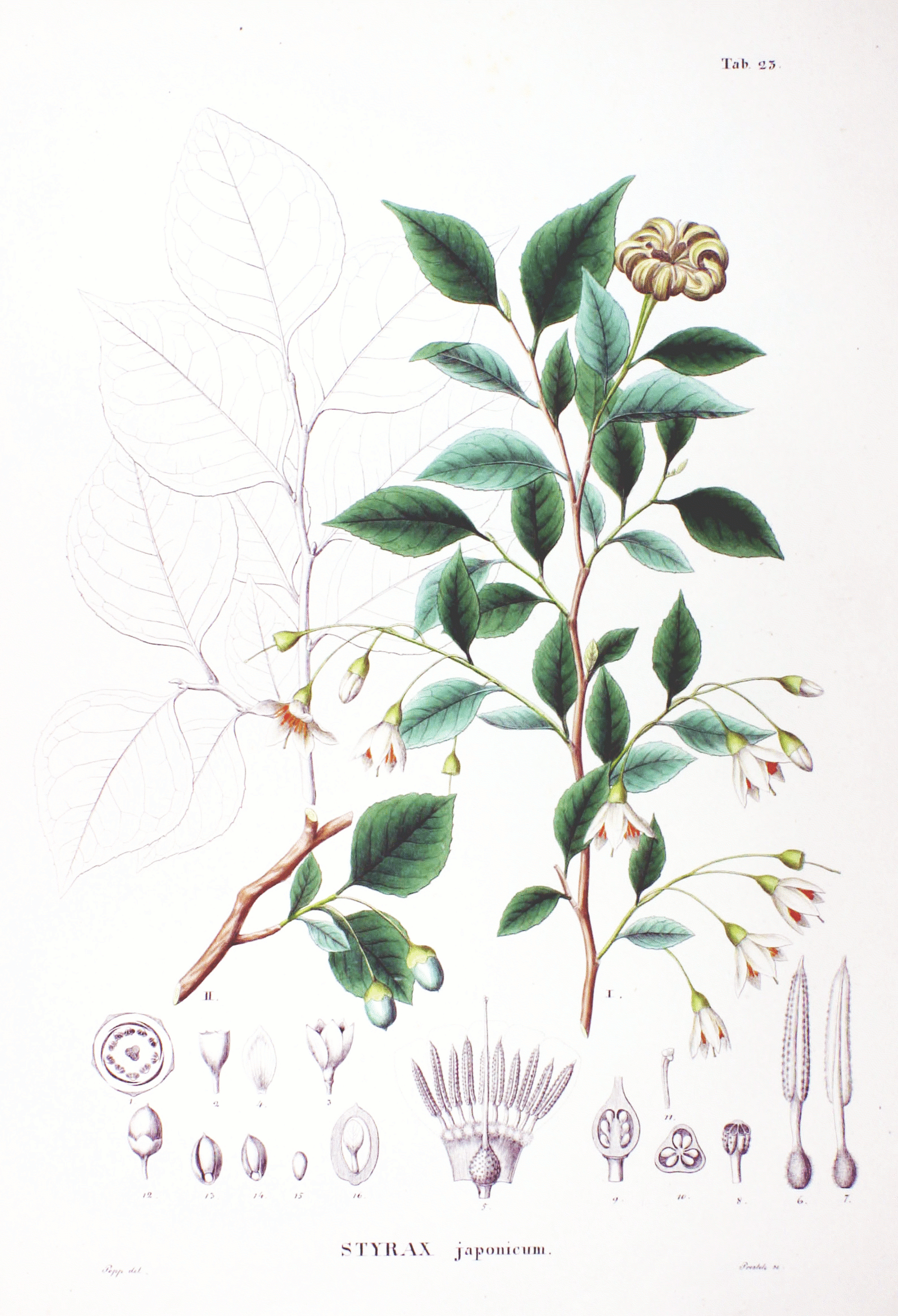
Ilustración

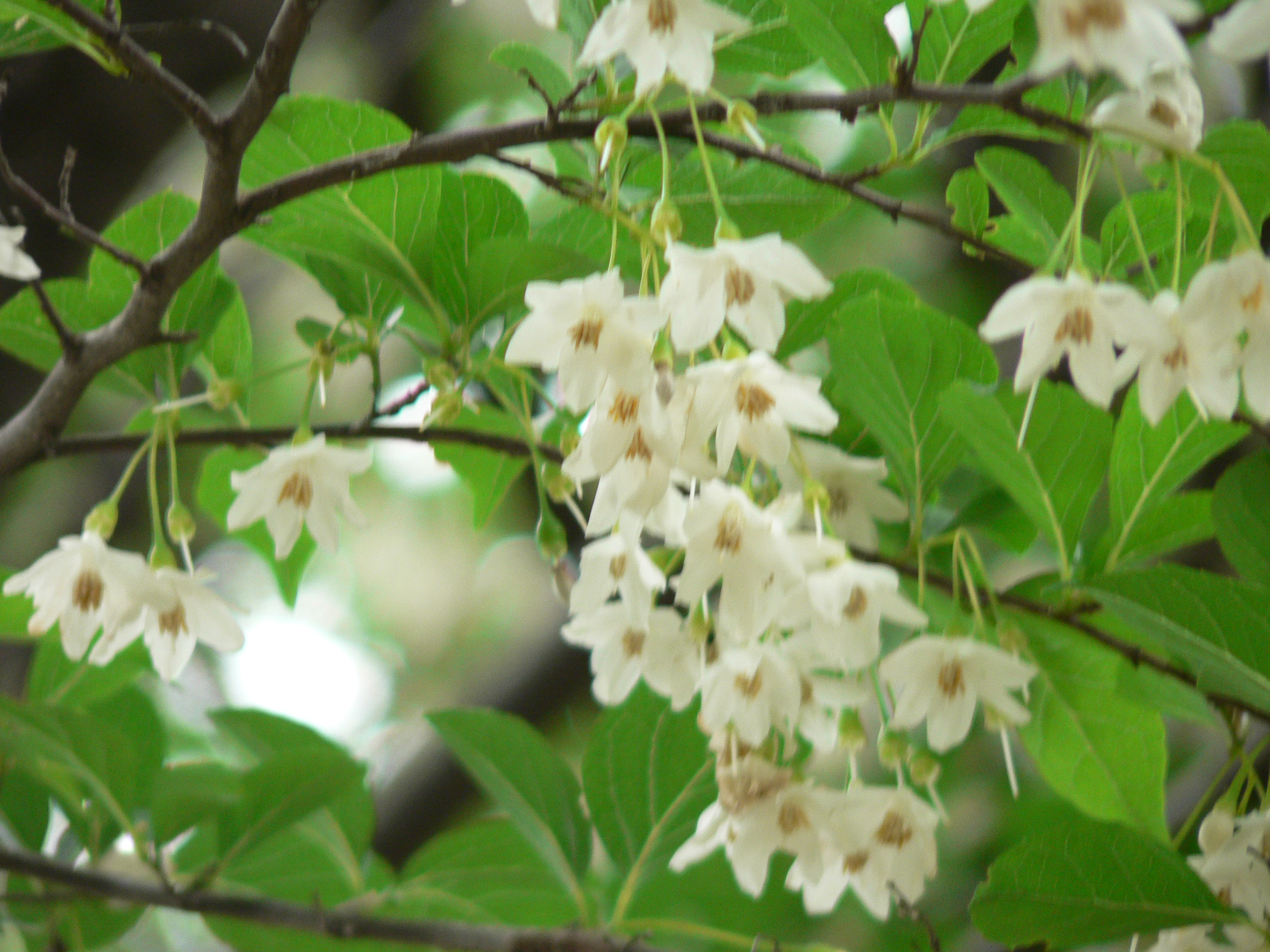
Flores

## Descripción
Son arbustos o árboles pequeños, que alcanza un tamaño de 4 - 8 (- 10) m de altura. Las ramas de color púrpura, ligeramente aplanadas, cilíndricas. Hojas alternas, con pecíolo de 5 - 10 mm; limbo elíptico, oblongo-elípticas, ovadas o elípticas, 4 - 10 x 2 - 5 (- 6) cm, papiráceas a casi coriáceas, glabras excepto en las venas o vetas axilares, base cuneada a ampliamente cuneada, margen entero o apicalmente serrado, ápice agudo a cortamente acuminado, venas secundarias 5-7 pares de venas reticulares. Las inflorescencias en racimos terminales, de 5 - 8 cm, 5 - 8-flores. Pedicelo delgado, 2,5 - 3,5 cm, glabras o escasamente pubescente estrellado. Flores 2 a 2,8 (- 3) cm, ligeramente colgantes. Corola en forma de tubo de 3 a 5 mm; ovada lóbulos, obovadas, o elíptica, de 1,6 a 2,5 X 5 - 7 (- 9) mm. Estambres más cortos que la corola. Fruto ovoide, de 0,8 a 1,4 x 0,8 - 1 cm, irregular, rugoso. Semillas de color marrón, de manera visible rugosa. Fl. Abril-julio, fr. Septiembre a diciembre.

## Distribución y hábitat
Se encuentra en el bosque bajo húmedo en las pendientes montañosas, a una altitud de 400 - 1800 metros, en Anhui, Fujian, Cantón, Guangxi, Guizhou, Hainan, Hebei, Henan, Hunan, Jiangsu, Jiangxi, Shaanxi, Shandong, Shanxi, Sichuan, Yunnan, Zhejiang de China y en Japón y Corea.

## Taxonomía
Styrax japonicus fue descrita por Siebold & Zucc. y publicado en Flora Japonica 1(5): 53, pl. 23. 1837.
Etimología
Styrax: nombre genérico que deriva del nombre griego clásico utilizado por Teofrasto derivado de un nombre semítico para estas plantas productoras de resina de la que se recopila el estoraque.
japonicus: epíteto geográfico que alude a su localización ebn Japón.